# Lampropeltis californiae
Lampropeltis californiae är en orm i släktet kungssnokar som förekommer i västra Nordamerika. Populationen infogades en längre tid som underart eller synonym i Lampropeltis getula.

## Utseende
Arten blir vanligen 76 till 122 cm lång och enskilda exemplar når en längd av nästan 200 cm. Antalet fjäll vid sidolinjen varierar mellan 213 och 255. Kroppen har vanligen en mörkbrun till svart grundfärg och sedan finns 21 till 44 breda tvärstrimmor på ovansidan som är vita eller ljusgula. Andra populationer är helt mörka med undantag av en ljus strimma längs ryggens topp. I norra Mexiko förekommer mörkbruna individer utan mönster. Hybrider med Lampropeltis splendida och majsorm är dokumenterade.

## Utbredning och ekologi
Denna orm förekommer från södra Oregon och sydöstra Utah över Kalifornien och Arizona till halvön Baja California och delstaten Sinaloa i Mexiko. Habitatet varierar mellan skogar, ängar, buskskogar, träskmarker, växtlighet intill vattendrag, öknar och odlingsmark.
Individerna gömmer sig ofta i jordhålor, i underjordiska bon som skapats av andra djur, i bergssprickor, under träbitar på marken eller i den täta växtligheten. Honor lägger ägg.

## Hot
Regionala bestånd hotas av landskapsförändringar. Hela populationen bedöms som stabil. IUCN listar arten som livskraftig (LC).